# Distrito de Nakatsugaru
El distrito de Nakatsugaru (中津軽郡 Nakatsugaru-gun?) es un distrito localizado en la prefectura de Aomori, Japón. En junio de 2019 tenía una población de 1.360 habitantes y una densidad de población de 5,53 personas por km². Su área total es de 246,02 km².

## Localidades
- Nishimeya